# Manometria anorectal
La manometria anorectal (MAR) és una prova mèdica que s'utilitza per mesurar les pressions a l'anus i el recte i per avaluar-ne la funció. La prova es realitza introduint un catèter, que conté una sonda incrustada amb sensors de pressió, a través de l'anus i al recte. Es pot demanar als pacients que realitzin determinades maniobres, com ara tossir o intentar defecar, per avaluar els canvis de pressió. La manometria anorectal és un procediment segur i de baix risc.
Del 2014 al 2018, el grup de treball internacional de fisiologia anorectal (IAPWG) es va reunir diverses vegades per desenvolupar un consens sobre les indicacions de la manometria anorectal. La seva avaluació va concloure que la manometria anorectal estava indicada quan s'utilitzava en l'avaluació de la incontinència fecal, restrenyiment, trastorns d'evacuació (inclosa la malaltia de Hirschsprung), dolor anorectal funcional i en l'avaluació de la funció anorectal preoperatòriament o després d'una lesió obstètrica traumàtica. A més de les indicacions descrites per l'IAPWG, la manometria anorectal s'ha utilitzat com a component de la bioretroalimentació anorectal.
Des de la seva introducció el 2007, la manometria anorectal d'alta resolució ha substituït cada cop més la manometria anorectal convencional com a estàndard. També hi ha hagut un ús creixent de la manometria anorectal d'alta definició. Els avenços actuals en la manometria anorectal inclouen el desenvolupament de la tecnologia portàtil.